# Вон Джина
Вон Джина (кор. 원진아; род. 29 марта 1991 года, Чхонан — южнокорейская актриса, известная своими ролями в сериалах «Только между влюблёнными» (Дождь или сияние)» (2017) и «Жизнь» (2018).

## Биография
Вон Джина окончила частный университет Хосо. Начала карьеру актрисы в фильме «Избранные: Запретная пещера» (2015) и в нескольких короткометражных фильмах.
В 2017 году Вон Джина была выбрана из 120 претенденток на роль Мун Су в мелодраматической дораме «Только между влюблёнными» (Rain or Shine) за которую была удостоена награды «Новичок года» на церемонии APAN Star Awards 2018 и номинирована на премию Baeksang Arts Award

## Роли в кино
| Год  | Фильм                             | Роль               |
| ---- | --------------------------------- | ------------------ |
| 2015 | Экзорцизм: Пещера шамана          | Shrine employee    |
| 2016 | Секретный агент                   | Няня на велосипеде |
| 2016 | Пропавшие на острове              | Жена Сокхуна       |
| 2017 | Стальной дождь                    | Рё Мингён          |
| 2017 | Только между влюблёнными (сериал) | Ха Мунсу           |
| 2018 | Жизнь (сериал)                    | Ли Ноыль           |
| 2018 | Да здравствует король!            | Кан Сохён          |
| 2019 | Разморозь меня нежно (сериал)     | Ко Миран           |
| 2019 | Деньги                            | Пак Cиын           |
| 2021 | Зов ада (сериал)                  | Сон Сохён          |
| 2021 | Она никогда не узнает (сериал)    | Юн Сона            |
| 2021 | Грязные миллионы                  | Кан Миён           |
| 2021 | С Новым годом                     | Baek Yi-yeong      |
| 2021 | Единорог (сериал)                 | Эшли               |